# Clădirea fostului liceu evreiesc (Bălți)
Clădirea fostului liceu evreiesc este o clădire amplasată pe str. A. Lăpușneanu, 2 în Bălți, Republica Moldova. Este un monument arhitectural de importanță națională inclus în Registrul monumentelor Republicii Moldova ocrotite de stat cu nr. 23 (municipiul Bălți). Datează de la înc. sec. XX.